# 동풍
동풍(東風)은 동쪽에서 기원하여 서쪽으로 부는 바람을 말한다. 이 바람은 신화, 시, 문학에서 상징적으로 묘사된다.

## 신화 및 문학
그리스 신화에서 에우로스, 즉 동풍은 3개의 그리스 계절 중 어느 것에도 속하지 않는 유일한 바람이며 4개의 아네모이 가운데 헤시오도스의 신통기나 오르페우스 찬가에 언급되지 않는 유일한 바람이다. 이집트 신화에서 헨키세수이(Henkhisesui)는 왕 쇠똥구리 몸을 지닌, 두 개의 날개를 가진 인물로 표현되는 동풍이다. 아메리카 원주민의 이로쿼이 문화에서 동풍은 무스가 데려왔다고 주장된다. 구약성경의 킹 제임스 성경에서 동풍이 17군데에 언급된다. 종종 이 동풍은 파괴력이 있는 바람으로 연계되며 이러한 파괴는 신에 하나님에 의해 발생된다.

## 같이 보기
|      | 북풍 |      |
| 서풍 |      | 동풍 |
|      | 남풍 |      |

- 오스트빈트
- 극동풍